# Liste der Stolpersteine in Uetersen

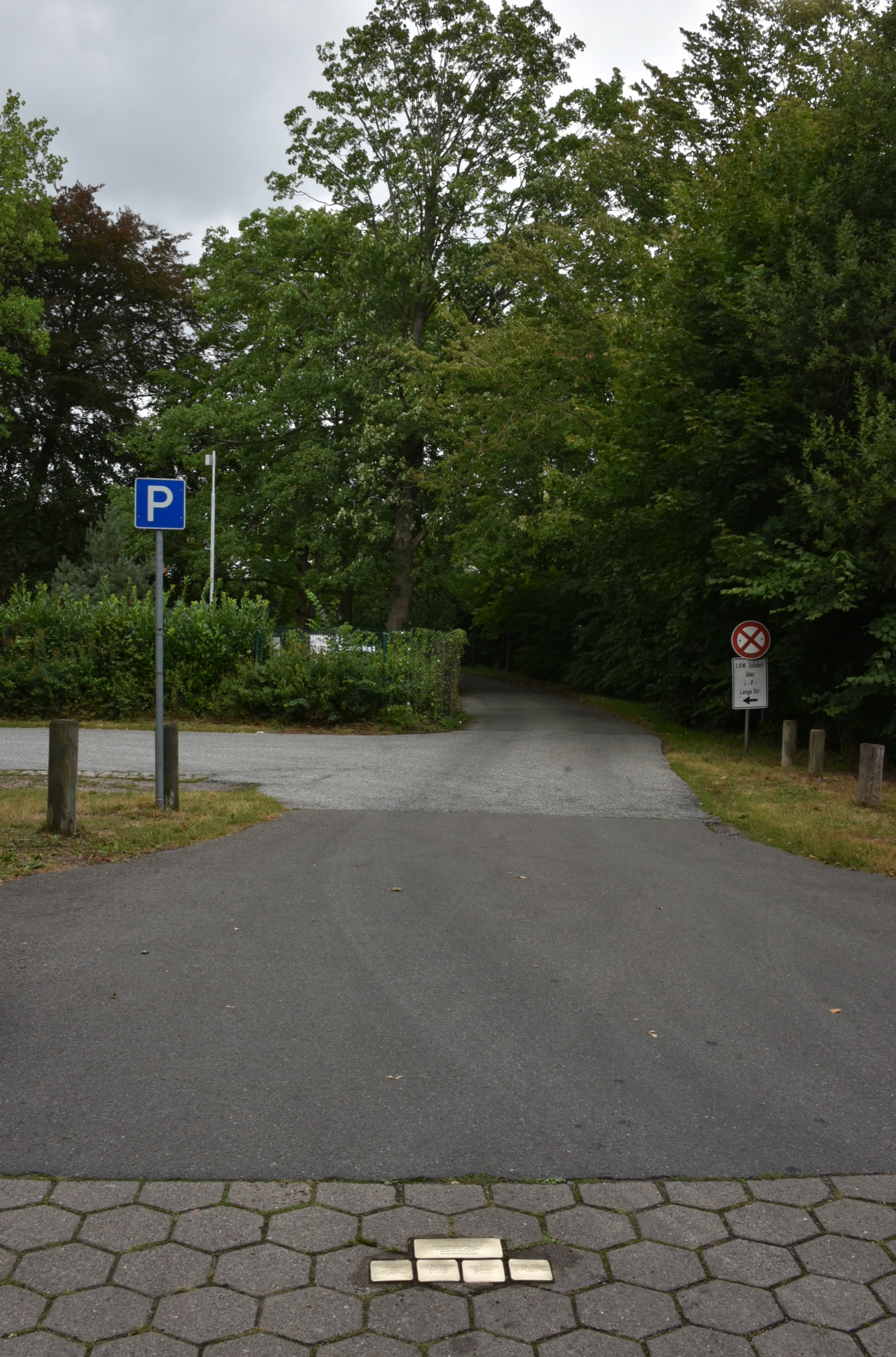
Stolpersteine Tornescher Weg

Die Liste der Stolpersteine in Uetersen enthält alle Stolpersteine, die im Rahmen des gleichnamigen Kunst-Projekts von Gunter Demnig in der Stadt Uetersen verlegt wurden. Mit ihnen soll an Opfer des Nationalsozialismus erinnert werden, die in der Gemeinde lebten und wirkten. Sie liegen im Regelfall vor dem letzten selbst gewählten Wohnsitz des Opfers.
Die Stolpersteine wurden auf Initiative der Uetersener Geschichtswerkstatt verlegt. Die ersten drei Steine wurden 2012 verlegt. Weitere neun Steine folgten 2019.

## Verlegte Stolpersteine
Die Tabelle ist teilweise sortierbar, die Grundsortierung erfolgt alphabetisch nach dem Familiennamen.
| Stolperstein | Inschrift | Verlegeort          | Name, Leben                                   |
| ------------ | --- | ------------------- | --------------------------------------------- |
|              | HIER WOHNTE HANS BRITTEN JG. 1904 IM WIDERSTAND MEHRMALS VERHAFTET ZULETZT 1944 NEUENGAMME CAP ARCONA TOT 3.5.1945 NEUSTÄDTER BUCHT                 | Lohe 44             | Hans Britten (1904–1945)                      |
|              | LJUBA JURTSCHONOK GEB. BELJSKAJA JG.1921 SOWJETUNION SEIT 1944 ZWANGSARBEIT BEFREIT                                                                 | Tornescher Weg 5–7  | Ljuba Jurtschonok (1921–)                     |
|              | LOLA JURTSCHONOK GEB. 10.7.1943 SOWJETUNION TOT 8.8.1944                                                                                            | Tornescher Weg 5–7  | Lola Jurtschonok (1943–1944)                  |
|              | HIER WOHNTE KATHARINA KRÖGER GEB. JÜRGS JG. 1878 EINGEWIESEN 1937 HEILANSTALT NEUSTADT 'VERLEGT' 9.7.1941 BERNBURG ERMORDET 9.7.1941 'AKTION T4'    | Katharinenstraße 8  | Katharina Kröger, geborene Jürgs, (1878–1941) |
|              | HIER WOHNTE FRANZ LISSNER JG. 1900 VERHAFTET 20.4.1938 AKTION 'ARBEITSSCHEU REICH' BUCHENWALD MEHRERE GEFÄNGNISSE 1944 NEUENGAMME ERMORDET 4.2.1945 | Kleiner Sand 47     | Franz Lissner (1900–1945)                     |
|              | HIER WOHNTE ERNA NELAMISCHKIES JG. 1914 EINGEWIESEN 1943 HEILANSTALT LANGENHORN 'VERLEGT' 19.8.1943 HEILANSTALT MESERITZ ERMORDET 25.9.1943         | Katharinenstraße 13 | Erna Nelamischkies (1900–1945)                |
|              | HIER WOHNTE MAGNUS PETTERSSON JG. 1916 VERHAFTET 1940 ZUCHTHAUS BREMEN ALS ASOZIAL STIGMATISIERT 1944 BUCHENWALD ERMORDET 12.10.1944                | Ossenpadd 31        | Magnus Pettersson (1900–1945)                 |
|              | MARIA SKUMATOW GEB. 20.3.1943 SOWJETUNION TOT 21.8.1944                                                                                             | Tornescher Weg 5–7  | Maria Skumatow (1943–1944)                    |
|              | NADEZDA SKUMATOW SOWJETUNION SEIT 1944 ZWANGSARBEIT BEFREIT                                                                                         | Tornescher Weg 5–7  | Nadezda Skumatow                              |
|              | HIER WOHNTE ARTUR SORG JG. 1901 IM WIDERSTAND VERHAFTET 1934 KZ FUHLSBÜTTEL ESTERWEGEN ASCHENDORFERMOOR TOT 3.9.1937 AN DEN FOLGEN                  | Sandweg 14          | Arthur Sorg (1901–1937)                       |
|              | HIER WOHNTE WILHELM VOLLSTEDT JG. 1888 IM WIDERSTAND VERHAFTET 1937 NEUENGAMME TOT 11.2.1942 AN DEN FOLGEN                                          | Katharinenstraße 7  | Wilhelm Vollstedt (1888–1942)                 |

| Kopfstein | Inschrift | Verlegeort         | Name, Leben |
| --------- | --- | ------------------ | ----------- |
|           | VON 1941-1945 KRIEGSGEFANGENEN- UND ZWANGSARBEITERLAGER FIRMA UET. MASCHINENFABRIK HATLAPA MÄNNER FRAUEN MIT KINDERN AUS ITALIEN UND DER SOWJETUNION ENTWÜRDIGT / AUSGEBEUTET EINIGE VERLIEREN IHR LEBEN | Tornescher Weg 5–7 |             |

## Verlegedaten
- 1. März 2012: Katharinenstraße 7, Lohe 44, Sandweg 14[1][2]
- 15. Februar 2019: Katharinenstraße 8 und 13, Kleiner Sand 47, Ossenpadd 31, Tornescher Weg 5–7[3]